# Teplice
Teplice (tot 1946 Teplice-Šanov en Duits: Teplitz) is een Boheemse statutaire stad en kuuroord in de Tsjechische regio Ústí nad Labem. De naam is afgeleid van teplý, wat "warm" betekent. Teplice ligt aan de voet van het Ertsgebergte. Teplice telt 50.843 inwoners (2023) en is de hoofdstad van het gelijknamige district Teplice.

## Geschiedenis

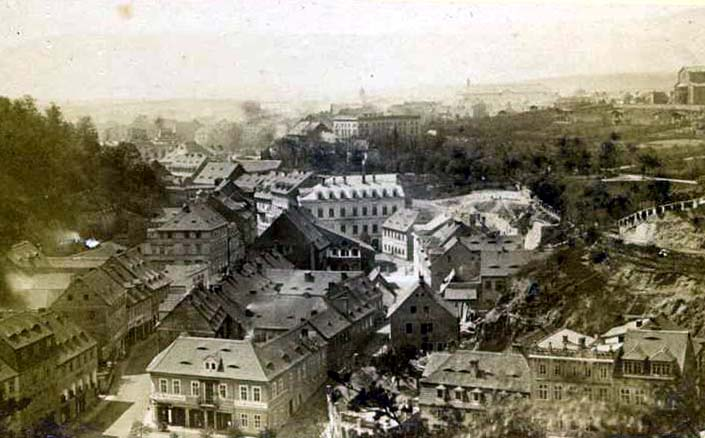
Aanzicht rond 1870

Teplice kwam voor het eerst op de wereldkaart doordat er volgens een sage in de 8e eeuw bronnen zouden zijn ontdekt die zouten en koolzuur bevatten die heilzaam waren tegen reumatiek en jicht. In 1156 werd door Judith van Thüringen, vrouw van koning Vladislav II van Bohemen, ter plaatse een benedictijns klooster gesticht voor nonnen. Na verwoesting door de Hussieten kregen de graven Kinsky von Wchinitz und Tettau (zie Boheemse adel) het alleenrecht over dit gebied. Wilhelm von Kinsky werd vermoord door de keizersgezinde partij en vervolgens kwam het gebied in handen van graaf Johann von Aldringen, waarna de familie Clary-Aldringen tot 1918 als ‘heer van Teplitz’ zou gelden. Op de dag van de grote aardbeving in Lissabon (1 november 1755) schijnen de bronnen gedurende enkele uren droog te hebben gestaan. In 1879 bij een aardbeving in het naburige Osek schenen de bronnen ook van slag te zijn geweest. In 1793 legde een grote brand de stad in de as, waarna zij in classicistische stijl groots werd herbouwd. De vorsten van de toenmalige drie grote rijken – Rusland, Oostenrijk en Pruisen – troffen elkaar in de 19de eeuw herhaaldelijk in Teplitz voor diplomatiek overleg. Tot de kuurgasten behoorden ook Ludwig van Beethoven, Giacomo Casanova, Frédéric Chopin, Franz Liszt en Johann Wolfgang von Goethe. Aan het eind van de Oostenrijkse tijd zouden jaarlijks 20.000 kuurgasten de stad bezoeken, evenveel als er inwoners waren. De stad zou zich ook verder ontwikkelen als industriecentrum voor de productie van metaal, porselein en sierglaswerk. 
In 1918 werd de stad met het overige Sudetenland bij de nieuw gestichte republiek Tsjecho-Slowakije gevoegd. In 1930 telde ze 30.799 inwoners waarvan 23.100 Sudeten-Duitsers en 5.300 Tsjechen). Het secretariaat van de ‘Deutschen Sozialdemokratischen Arbeiterpartei’ was hier gevestigd. In 1938 werd het gehele Sudetenland volgens het Verdrag van München bij Duitsland gevoegd. Joden en Tsjechen werden uitgewezen of geïnterneerd hoewel een aantal tweetalige Tsjechen konden blijven door de Duitse nationaliteit aan te nemen.
In 1945 werd het Duitse gezag verdreven maar ook de Duitstalige bevolking uitgewezen volgens de Beneš-decreten. De nieuwe bevolking werd voor een deel uit Slowakije gehaald, waar men met name de Roma dwong zich hier te vestigen en aan een assimilatieprogramma te laten onderwerpen. Door een teveel aan woningen werden veel huizen gesloopt.
In 2003 kreeg de stad Teplice de status statutaire stad.

## Bezienswaardigheden
Het centrale plein van Teplice, Benešovo, ligt in een winkelcentrum. In het centrum vindt men verder het Ertsgebergtetheater, gebouwd in art-decostijl in 1922-1924 als 'Erzgebirgisches Theater', en een sanatorium. Bij het 'Zámecké námĕstí' (vroeger de Schlossplatz) liggen twee kerken, waarvan de 'Zámecký kostel Povýšení sv. Kříže' (Schlosskirche zum Heiligen Kreuz) uit 1586, vernieuwd aan het einde van de 18e eeuw, de voornaamste is. Het kasteel stamt uit de 16e eeuw en is in de 18e eeuw barok omgebouwd (voorheen Schloss Teplitz, stamslot van het geslacht Clary-Aldringen). Er bestaat eveneens een museum en het Prince de Ligne-hotel. Op het 'Plein van de Vrijheid' (vroeger Marktplatz) staat een pestzuil gewijd aan Johannes de Doper.

## Kernen
Tot de gemeente Teplice horen ook de kernen Hudcov (Hundorf), Nová Ves (Neudörfel), Prosetice (Prasseditz), Řetenice (Settenz), Sobědruhy (Soborten) en Trnovany (Turn). De namen tussen haakjes zijn de oude Duitse namen.

## Sport
De plaatselijke voetbalclub FK Teplice speelt sinds 1996 onafgebroken op het hoogste niveau in Tsjechië.

## Geboren in Teplitz/Teplice
- Joseph Freiherr von Smola (1764–1820), generaal in het Oostenrijks-keizerlijke leger
- Julius von Payer (1842–1915), hoogleraar cartografie, Alpen- en poolonderzoeker
- Otto Perutz (1847–1922), chemicus en industrieel ondernemer
- Franziska zu Hohenlohe-Waldenburg-Schillingsfürst (1897–1989), echtgenote van aartshertog Maximilian Eugen van Oostenrijk
- Hugo Hantsch (1895–1972), door nationaalsocialisten vervolgde rooms-katholiek geestelijke en hoogleraar
- Humbert Achamer-Pifrader (1900–1945), SS-Standartenführer en commandant van de Sondergruppe A (vernietigingscommando in het  noordelijk deel van de bezette Sovjet-Unie)
- Paul Kohner (1903–1988), filmproducent in Duitsland en Amerika
- Herbert Werner (* 1941), CDU-politicus in de Duitse Bondsdag
- Wolfgang Kunert (* 1943), regeringspresident van de Oberpfalz
- Helmut Pfleger (* 1943), schaak-grootmeester
- Jaromír Kohlíček (* 1953), Tsjechisch lid van het Europarlement
- Robert Lang (* 1970), Tsjechisch ijshockeyer
- Jakub Mareš (* 1987), Tsjechisch voetballer
- Lucie Voňková (* 1992), Tsjechisch voetbalster bij AFC Ajax

Bílina ·
Bořislav ·
Bystřany ·
Bžany ·
Dubí ·
Duchcov ·
Háj u Duchcova ·
Hostomice ·
Hrob ·
Hrobčice ·
Jeníkov ·
Kladruby ·
Kostomlaty pod Milešovkou ·
Košťany ·
Krupka ·
Lahošť ·
Ledvice ·
Lukov ·
Měrunice ·
Mikulov ·
Modlany ·
Moldava ·
Novosedlice ·
Ohníč ·
Osek ·
Proboštov ·
Rtyně nad Bílinou ·
Srbice ·
Světec ·
Teplice ·
Újezdeček ·
Zabrušany ·
Žalany ·
Žim
Brno · České Budějovice · Chomutov · Děčín · Frýdek-Místek · Havířov · Hradec Králové · Jablonec nad Nisou · Jihlava · Karlsbad (Karlovy Vary) · Karviná · Kladno · Liberec · Mladá Boleslav · Most · Olomouc · Opava · Ostrava · Pardubice · Pilsen (Plzeň) · Praag (Praha) · Přerov · Prostějov · Teplice · Ústí nad Labem · Zlín